# Отараани
Отараани (груз. ოთარაანი) — село в Грузии. Находится в Сагареджойском муниципалитете края Кахетия. Высота над уровнем моря составляет 920 метров. Население — 19 человек (2014).